# 新西爾卡 (克列梅涅茨區)
50°3′22″N 25°49′57″E / 50.05611°N 25.83250°E
新西爾卡（烏克蘭語：Новосілка）是位於烏克蘭西部的村莊，由捷爾諾波爾州克列梅涅茨區的舒姆斯克市鎮負責管轄。該村始建於1491年，面積1.034平方公里，2001年人口94，人口密度每平方公里90.91人。